# Petasites
Petasites  Miller, 1754 è un genere di piante angiosperme dicotiledoni della famiglia delle Asteraceae (sottofamiglia Asteroideae).

## Etimologia
Sembra che sia stato Dioscoride Pedanio (Anazarbe in Cilicia, 40 circa – 90 circa), medico, botanico e farmacista greco antico che esercitò a Roma ai tempi dell'imperatore Nerone, a nominare per primo queste piante col nome di Petasites riferendosi alle grandi foglie simili al petàsos un cappello a grandi falde usato dai viaggiatori del suo tempo. Nome ripreso più volte in tempi moderni da vari botanici (Tournefort, Adanson o Gaertner) e comunque consolidato, come genere, da Linneo nel 1735 e collocato nelle “Corimbifere”.

Il nome scientifico attualmente accettato (Petasites) è stato proposto dal botanico scozzese Philip Miller (Chelsea, 1691 – Chelsea, 1771) nella pubblicazione "The Gardeners Dictionary" (Gard. Dict. Abr., ed. 4. [1056] ) del 1754.

## Descrizione

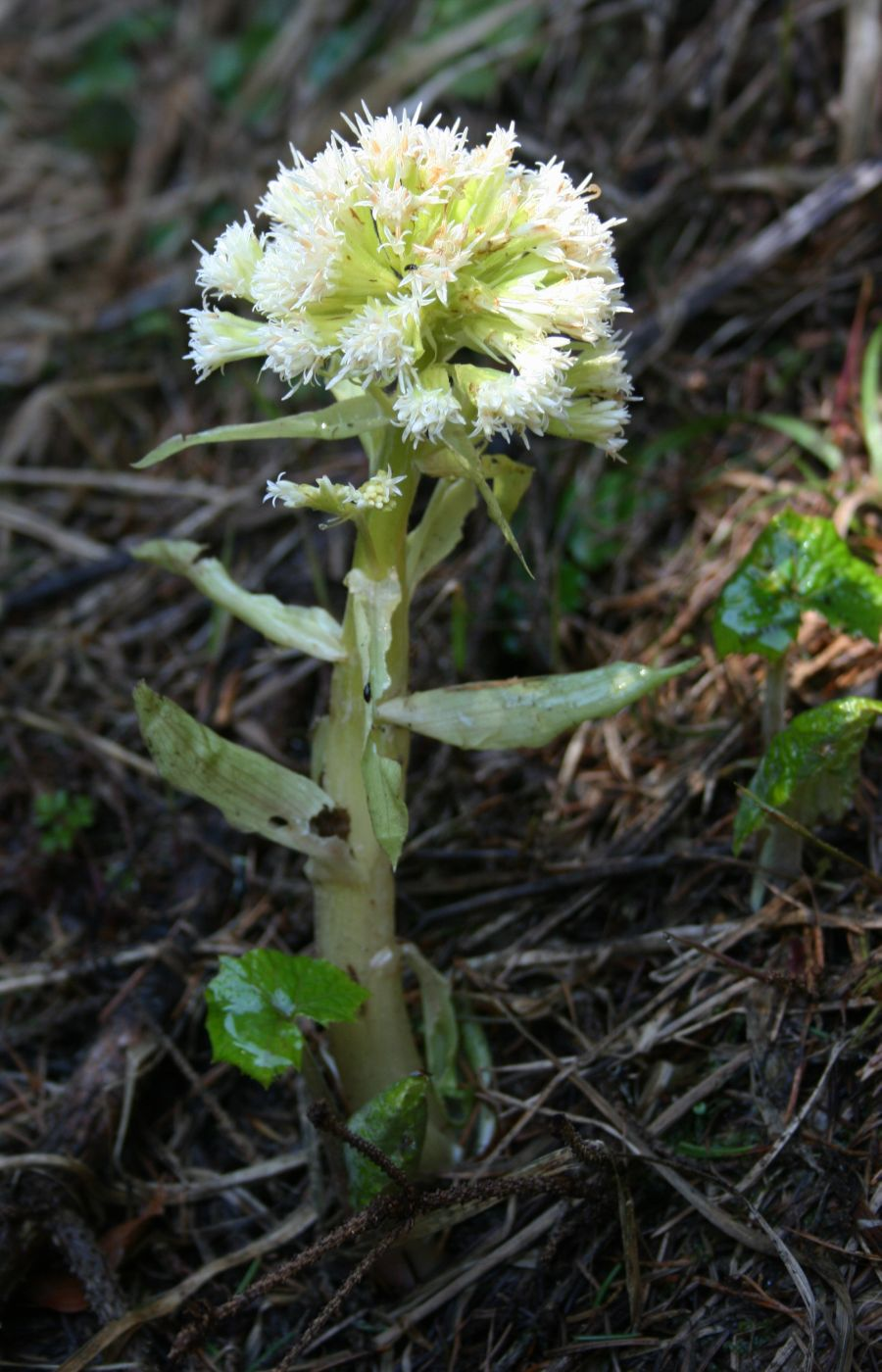
Il portamento
Petasites albus

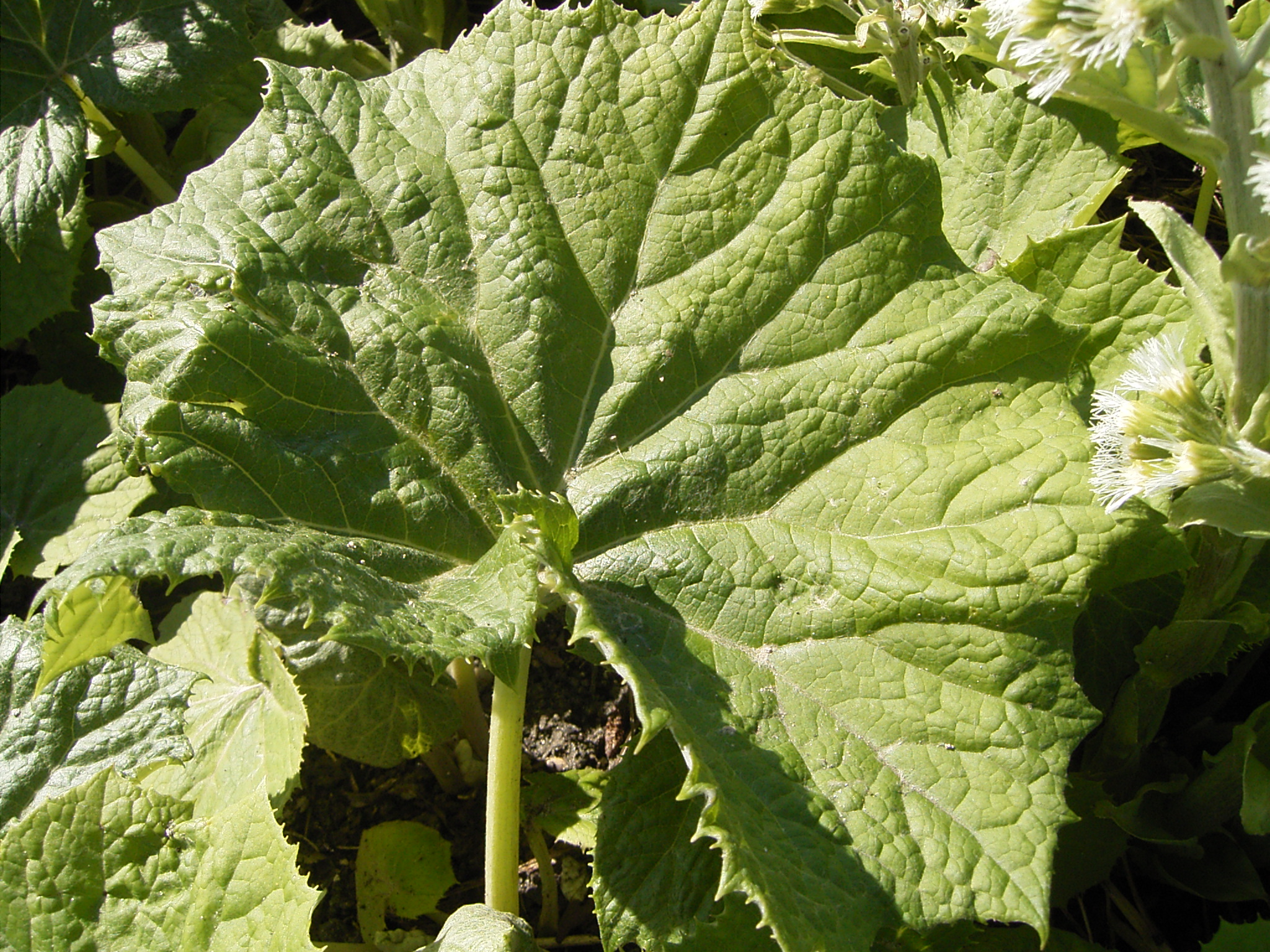
Le foglie
Petasites albus

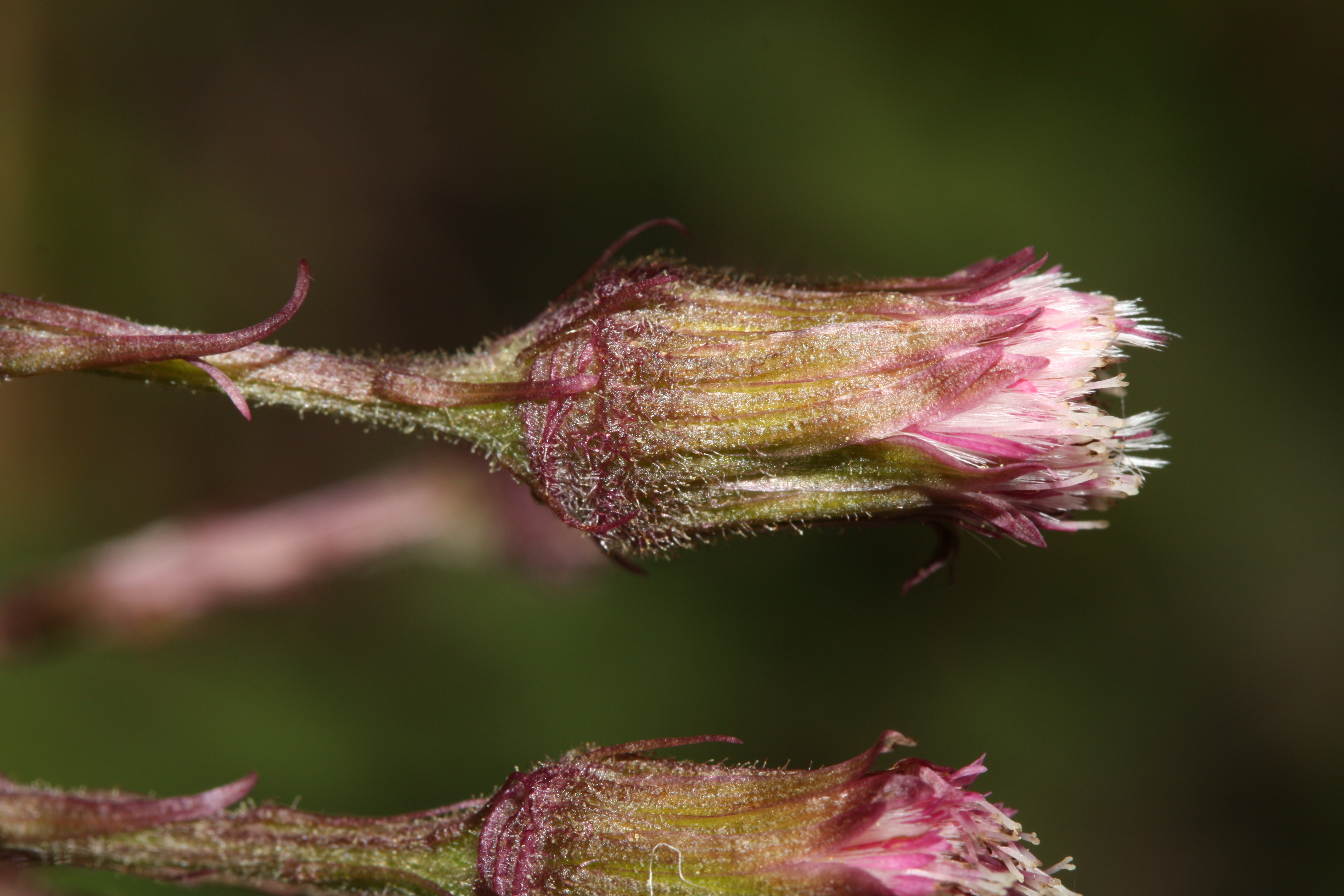
Il capolino
Petasites frigidus

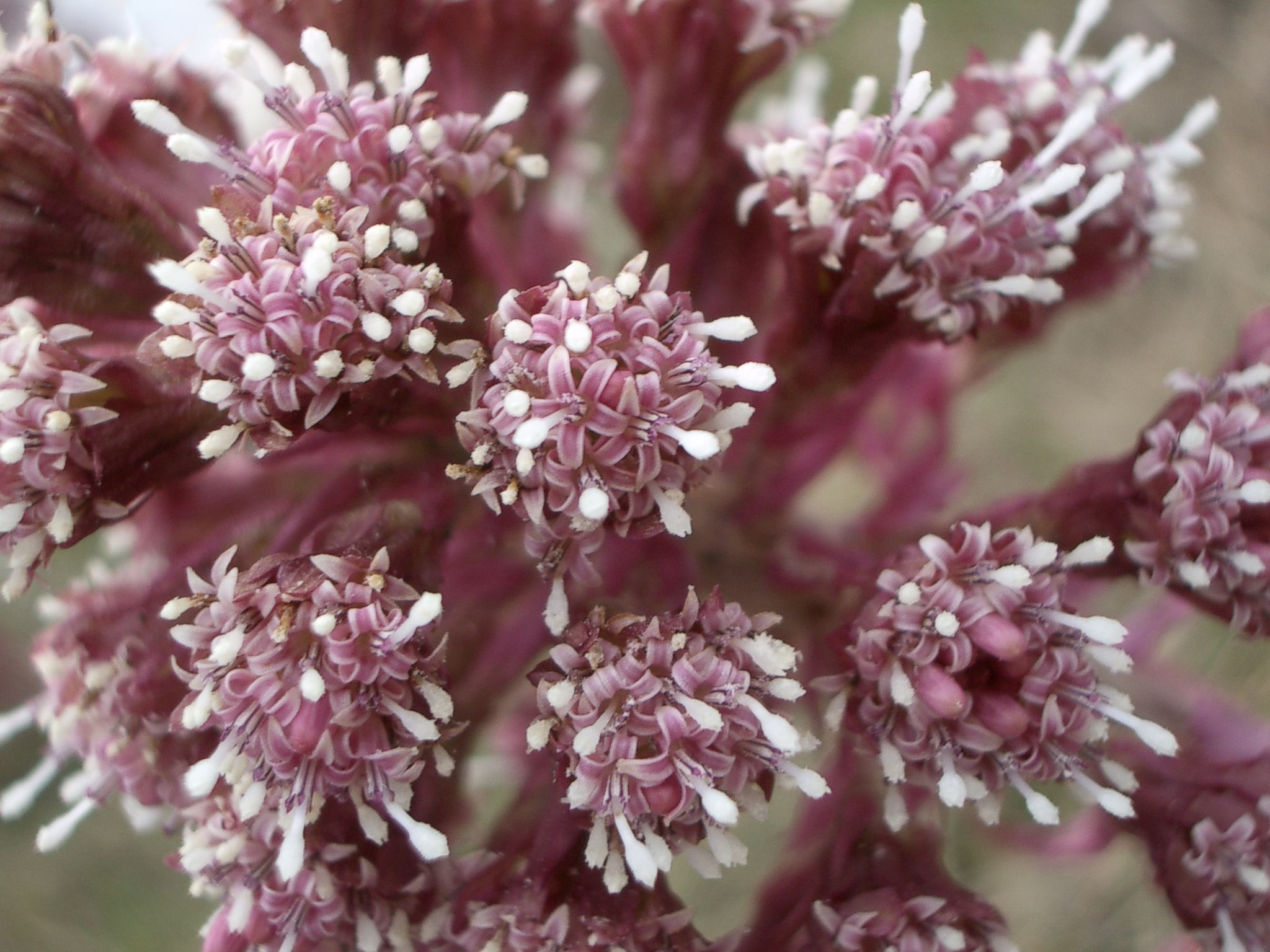
I fiori
Petasites paradoxus

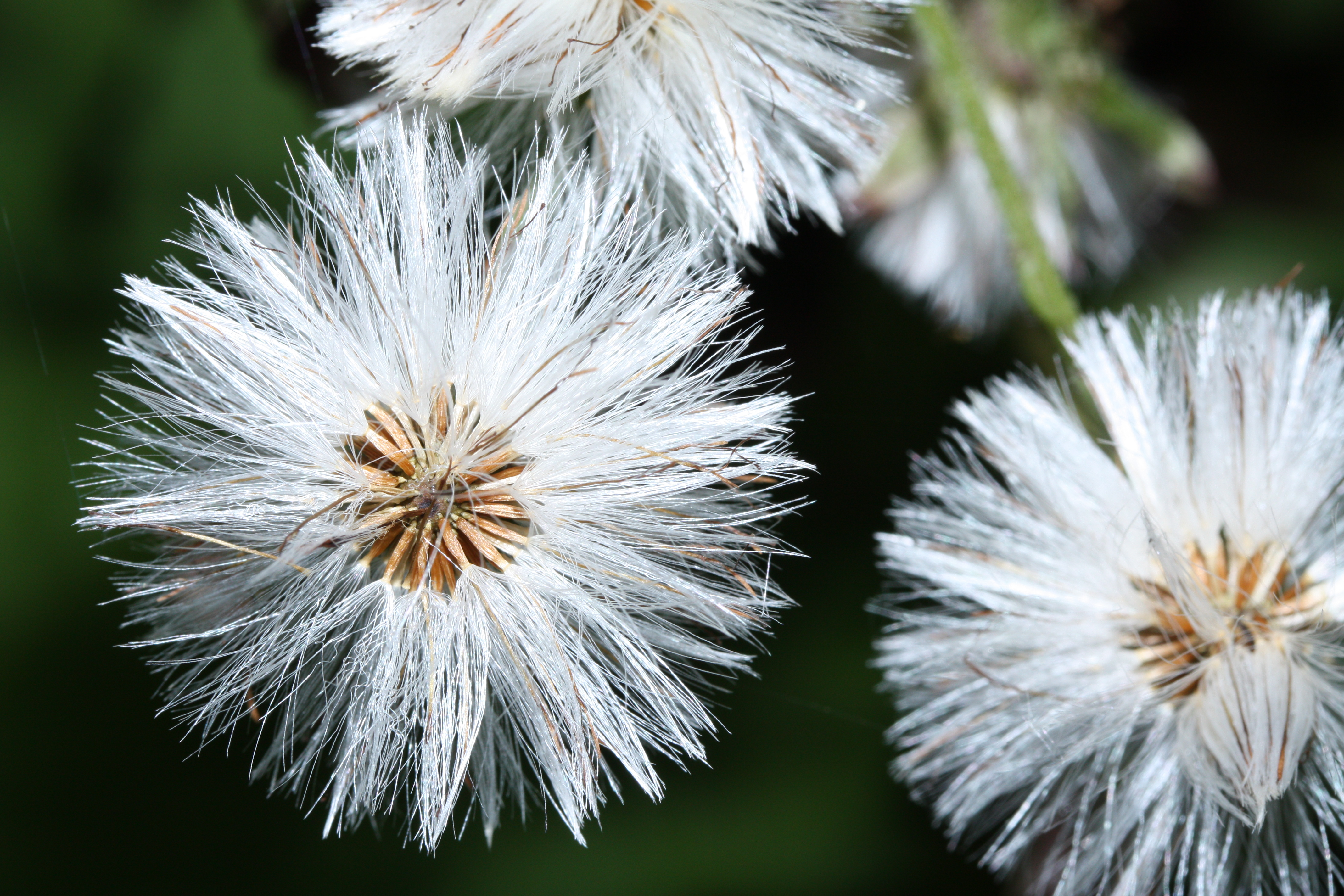
Il frutto con pappo
Petasites frigidus

Habitus. Sono piante robuste e perenni le cui altezza varia da qualche decimetro fino a un metro (massimo 120 cm) e presentano un forte dimorfismo tra le foglie cauline e quelle radicali. La forma biologica in generale è geofita rizomatosa (G rhiz); ossia sono piante perenni erbacee che portano le gemme in posizione sotterranea. Durante la stagione avversa non presentano organi aerei e le gemme si trovano in organi sotterranei chiamati rizomi, un fusto sotterraneo dal quale, ogni anno, si dipartono radici e fusti aerei (riproduzione vegetativa); altrimenti queste piante si possono riprodurre anche a mezzo seme. Sono presenti specie dioiche.
Radici. Le radici sono secondarie da rizoma.
Fusto. 
- Parte ipogea: la parte sotterranea consiste in rizomi grossi o sottili, chiari o scuri secondo la specie, spesso sono tubulosi.
- Parte epigea: i fusti aerei sono grossi e tubolosi (cavi) generalmente di colore bruno-arrossato. Il portamento è eretto e non sono ramificati. Nella parte iniziale dello sviluppo (fino alla fioritura) il fusto è ricoperto solamente da squame, poi (a fine fioritura) incominciano a formarsi le foglie radicali.

Foglie. Le foglie sono sia basali che cauline disposte in modo alternato.
- Foglie basali: le foglie radicali sono grandi e a forma rotondeggiante, triangolare-cuoriforme o reniforme e lungamente picciolate. Il bordo è dentato (a volte in modo grossolano, altre con dentatura doppia). L'insenatura basale (il punto d'inserzione del picciolo) in alcune specie è notevolmente pronunciata. Generalmente le pagine superiori sono verdi e glabre, mentre quelle inferiori sono ricoperte da una lanugine biancastra di tipo cotonoso. I piccioli facilmente sono scanalati e possono essere sia glabri che tomentosi. Normalmente queste foglie si formano dopo la fioritura. Dimensioni massime: larghezza 80 cm; lunghezza 45 cm.
- Foglie cauline: quelle cauline sono sessili e abbraccianti il caule; la loro forma è lanceolata con un debole ripiegamento all'apice e rimpiccioliscono lievemente verso l'infiorescenza. Il colore di queste foglie, come quello del fusto, è più o meno arrossato.

Infiorescenza. Le sinflorescenze sono formate da diversi capolini sub-sessili. La forma è un racemo (panicolato) ovale che poi alla fioritura si allunga. Le sinflorescenze sono tutte terminali. La struttura dei capolini (l'infiorescenza vera e propria) è quella tipica delle Asteraceae: un peduncolo sorregge un involucro campanulato (o sub-cilindrico) composto da diverse (da 12 a 15) brattee lineari e non tutte uguali, disposte in modo embricato in un'unica serie (a volte anche in 2 - 3 serie) che fanno da protezione al ricettacolo nudo (senza pagliette), piano o leggermente convesso, ma alveolato, sul quale s'inseriscono due tipi di fiori: i fiori femminili, quelli esterni ligulati, e i fiori ermafroditi, quelli centrali tubulosi. Le brattee sulla superficie hanno da 1 a 5 nervi, mentre il bordo è scarioso. Diametro degli involucri 6 – 15 mm.
Queste piante sono fondamentalmente dioiche in quanto le infiorescenze (rispetto alla composizione dei capolini) possono essere di due tipi:
- Androdiname - piante maschili: alla periferia i fiori femminili sono pochi (da 1 a 20) in un'unica serie; mentre nella zona centrale del disco i fiori ermafroditi sono pochissimi in quanto quasi sempre lo stilo è sterile e quindi in maggioranza i fiori risultano maschili (da 10 a 80); in queste piante inoltre il racemo si presenta più ovale e i fiori appassiscono subito dopo la fioritura.
- Ginodiname – piante femminili: alla periferia non sono presenti i fiori femminili, mentre nella zona centrale del disco la maggioranza è composta da fiori femminili (da 30 a 130) e pochissimi fiori ermafroditi (o maschili: da 1 a 12); in questo caso l'infiorescenza assomiglia di più ad una pannocchia allargata ed è più persistente (questo per dare il tempo agli ovari di trasformarsi in frutti).

Fiori.  I fiori sono tetra-ciclici (formati cioè da 4 verticilli: calice – corolla – androceo – gineceo) e pentameri (calice e corolla formati da 5 elementi). Sono inoltre ermafroditi, più precisamente i fiori del raggio (quelli ligulati e zigomorfi) sono femminili; mentre quelli del disco centrale (tubulosi e actinomorfi) sono bisessuali o a volte funzionalmente maschili.
- Formula fiorale:

*/x K {\displaystyle \infty }, [C (5), A (5)], G 2 (infero), achenio
- Calice: i sepali del calice sono ridotti ad una coroncina di squame.
- Corolla: tutti i fiori (maschili - femminili) hanno delle corolle tubulari a 5 denti; solo quelli femminili in posizione radiale hanno la corolla sempre a tubo ma troncata obliquamente (o lievemente ligulata). Il colore dei fiori è bianco, rosato o violetto.
- Androceo: gli stami sono 5 con dei filamenti liberi. La parte basale del collare dei filamenti può essere dilatata. Le antere invece sono saldate fra di loro e formano un manicotto che circonda lo stilo. Le antere sono senza coda ("ecaudate") e alla base sono ottuse. La struttura delle antere è di tipo tetrasporangiato, raramente sono bisporangiate. Il tessuto endoteciale è radiale o polarizzato. Il polline è tricolporato (tipo "helianthoid").[14]
- Gineceo: lo stilo è unico, articolato con uno stimma filiforme o ovale e sporgente dal tubo corollino. Le superfici stigmatiche sono continue.  L'ovario è infero uniloculare formato da 2 carpelli.
- Antesi: in genere tutte le specie fioriscono alla fine dell'inverno o inizio primavera.

Frutti. I frutti sono degli acheni con pappo. La forma degli acheni è sub-cilindrica; la superficie è percorsa da 5 - 10 coste longitudinali e può essere glabra o talvolta pubescente. Non sempre il carpoforo è distinguibile. All'apice è presente un pappo bianco candido formato da diversi peli lunghi (da 60 a 100), molli e denticolati.

## Biologia
Impollinazione: l'impollinazione avviene tramite insetti (impollinazione entomogama tramite farfalle diurne e notturne).

Riproduzione: la fecondazione avviene fondamentalmente tramite l'impollinazione dei fiori (vedi sopra).

Dispersione: i semi (gli acheni) cadendo a terra sono successivamente dispersi soprattutto da insetti tipo formiche (disseminazione mirmecoria). In questo tipo di piante avviene anche un altro tipo di dispersione: zoocoria. Infatti gli uncini delle brattee dell'involucro (se presenti) si agganciano ai peli degli animali di passaggio disperdendo così anche su lunghe distanze i semi della pianta. Inoltre per merito del pappo il vento può trasportare i semi anche a distanza di alcuni chilometri (disseminazione anemocora).

## Distribuzione e habitat
Le specie di questo genere sono presenti soprattutto nelle regioni sub-artiche e temperato-fresche dell'emisfero boreale, mentre gli habitat tipici sono le zone ombreggiate e umide. In queste aree (ad esempio lungo le sponde dei ruscelli) è facile trovare in tarda primavera delle zone molto estese ricoperte fittamente dalle grandi foglie radicali di queste piante.

Delle specie spontanee della flora italiana tutte vivono sull'arco alpino. La tabella seguente mette in evidenza alcuni dati relativi all'habitat, al substrato e alla diffusione delle specie alpine.
| Specie | Comunità vegetali | Piani vegetazionali | Substrato | pH     | Livello trofico | H2O   | Ambiente             | Zona alpina                          |
| --- | ----------------- | ------------------- | --------- | ------ | --------------- | ----- | -------------------- | ------------------------------------ |
| P. albus | 11                | montano             | Ca/Si     | neutro | alto            | umido | B6 C3 D2 G2 G4 I1 I2 | tutto l'arco alpino                  |
| P. hybridus | 5                 | collinare montano   | Ca/Si     | neutro | alto            | umido | B5 C3 D2 G5          | tutto l'arco alpino                  |
| P. paradoxus | 3                 | subalpino alpino    | Ca        | basico | medio           | umido | B5 C3                | tutto l'arco alpino (escl. CN VA VC) |
| P. pyrenaicus | 5                 | collinare           | Ca/Si     | neutro | medio           | umido | A3 B3 B7 D2          | VC CO BS TN                          |
| Legenda e note alla tabella. Substrato: con “Ca/Si” si intendono rocce di carattere intermedio (calcari silicei e simili). Zona alpina: vengono prese in considerazione solo le zone alpine del territorio italiano (sono indicate le sigle delle province). Comunità vegetali: 3 = comunità delle fessure, delle rupi e dei ghiaioni; 5 = comunità perenni nitrofile; 11 = comunità delle macro- e megaforbie terrestri Ambienti: A3 = ambienti acquatici come rive, stagni, fossi e paludi; B3 = siepi e margini dei boschi; B5 = rive, vicinanze corsi d'acqua; B6 = tagli rasi forestali, schiarite, strade forestali; B7 = parchi, giardini, terreni sportivi; C3 = ghiaioni, morene e pietraie; D2 = bordi dei ruscelli; G2 = praterie rase dal piano collinare a quello alpino; G4 = arbusteti e margini dei boschi: G5 = saliceti arbustivi di ripa; I1 = boschi di conifere; I2 = boschi di latifoglie. |                   |                     |           |        |                 |       |                      |                                      |

## Tassonomia
La famiglia di appartenenza di questa voce (Asteraceae o Compositae, nomen conservandum) probabilmente originaria del Sud America, è la più numerosa del mondo vegetale, comprende oltre 23.000 specie distribuite su 1.535 generi, oppure 22.750 specie e 1.530 generi secondo altre fonti (una delle checklist più aggiornata elenca fino a 1.679 generi). La famiglia attualmente (2021) è divisa in 16 sottofamiglie; la sottofamiglia Asteroideae è una di queste e rappresenta l'evoluzione più recente di tutta la famiglia.
All'interno della famiglia delle Asteraceae i “Farfaracci”, tradizionalmente, fanno parte della sottofamiglia delle Tubiflore; sottofamiglia caratterizzata dall'avere capolini con fiori tubulosi al centro ed eventualmente fiori ligulati alla periferia, squame dell'involucro ben sviluppate e frutti con pappo biancastro e morbido.

All'interno del genere, in riferimento alle specie spontanee italiane, il botanico italiano Adriano Fiori (1865 – 1950) le ha divise in due sezioni ben distinte:
- Sezione NARDOSMIA : le corolle dei fiori femminili della zona periferica del capolino sono brevemente ligulate; l'infiorescenza di tipo racemoso è composta da pochi capolini (3-10); le brattee del racemo, nella parte inferiore, sono molto grandi, quasi fogliacee.
- Sezione EUPETASITES : questa sezione è caratterizzata dall'avere infiorescenze con numerosi capolini spesso organizzati in un racemo allungato (a fine fioritura); le corolle dei fiori radiali sono troncate (o appena ligulate); le foglie-brattee caulinari sono sempre lanceolate-acuminate indipendentemente dalla posizione che possono avere lungo il fusto (basale o apicale).

### Filogenesi
Il genere di questa voce appartiene alla sottotribù Tussilagininae della tribù Senecioneae (una delle 21 tribù della sottofamiglia Asteroideae). La sottotribù descritta in tempi moderni da Bremer (1994), dopo le analisi di tipo filogenetico sul DNA del plastidio (Pelser et al., 2007) è risultata parafiletica con le sottotribù Othonninae e Brachyglottidinae annidiate al suo interno. Attualmente con questa nuova circoscrizione la sottotribù Tussilagininae s.s. risulta suddivisa in quattro subcladi.
Le “Tossilaggine”, tradizionalmente, fanno parte della sottofamiglia delle "Tubiflore" (o attualmente Asteroideae); sottofamiglia caratterizzata dall'avere capolini con fiori tubulosi al centro ed eventualmente fiori ligulati alla periferia, brattee dell'involucro ben sviluppate e frutti con pappo biancastro e morbido. Il genere di questa voce appartiene a un subclade abbastanza ben supportato comprendente i generi Endocellion, Homogyne, Petasites e Tussilago. Questi generi prediligono climi temperato/boreali in areali prevalentemente settentrionali e con una distribuzione eurasiatica con un unico rappresentante nel Nord America, vale a dire il polimorfo Petasites frigidus.
I caratteri distintivi del genere  Petasites sono:
- i rizomi sono spessi;
- le foglie si sviluppano dopo l'infiorescenza;
- i capolini sono del tipo discoide o disciforme.

Questo genere è composto di 18 specie. Il numero cromosomico delle specie di questo genere è: 2n = 20, 28, 32, 52, 56, 58, 60, 80, 88, 90 e 120.

### Variabilità e Ibridi
La tassonomia di questo genere è difficile in quanto le varie specie sono abbastanza simili tra di loro (bassa variabilità nella morfologia), mentre le foglie possiedono un alto grado di polimorfismo (specialmente in relazione al particolare habitat in cui si trovano). Inoltre “sul campo” difficilmente si possono trovare di una stessa specie contemporaneamente sia le fioriture che le foglie radicali: molti taxa risultano di difficile identificazione senza le foglie.
Nel Nord America ricerche fatte hanno evidenziato l'esistenza di quattro gruppi polimorfi che però ancora non hanno raggiunto una sufficiente differenziazione (e stabilità) a livello di specie. Queste ricerche indicano nella morfologia delle foglie la migliore demarcazione tassonomica tra le varie specie anche se è bene tenere presente pure i caratteri dell'infiorescenza. Probabilmente in Europa (e quindi anche in Italia) questo genere soffre dei medesimi problemi.

### Specie spontanee della flora italiana
Per meglio comprendere ed individuare le varie specie del genere (solamente per le specie spontanee della flora italiana) l'elenco seguente utilizza in parte il sistema delle chiavi analitiche.
- 1A: le infiorescenze si presentano con molti capolini; nel capolino sono presenti solamente fiori tubulosi (quelli ligulati periferici e raggianti sono assenti);

- 2A: i fiori ermafroditi (con stilo fertile) hanno gli stimmi ovali, brevi e sporgono appena oltre il tubo corollino;

Petasites hybridus (L.) Gaertn. - Farfaraccio maggiore: le foglie radicali sono verdi su entrambe le facce; i bordi sono grossolanamente dentati e raggiungono un diametro di 40 – 60 cm. L'altezza delle piante varia da 10 a 40 cm; il ciclo biologico è perenne; la forma biologica è geofita rizomatosa (G rhiz); il tipo corologico è Eurasiatico; l'habitat tipico sono i luoghi umidi, e le sponde dei ruscelli; la diffusione sul territorio italiano è quasi completa, a parte le isole, fino ad un'altitudine di 1650 m s.l.m..
- 2B: i fiori ermafroditi (con stilo fertile) hanno gli stimmi filiformi, allungati e sporgono ben oltre il tubo corollino;

- 3A: le squame (o foglie) del fusto hanno un colore verde-giallastro, mentre i fiori sono bianco-giallastri;

Petasites albus (L.) Gaertn. - Farfaraccio bianco: le foglie radicali sono verdi sulla pagina superiore e tomentosa di sotto; i bordi sono doppiamente dentati e la lamina fogliare è reniforme. L'altezza delle piante varia da 20 a 40 cm; il ciclo biologico è perenne; la forma biologica è geofita rizomatosa (G rhiz); il tipo corologico è Orofita – Centro Europeo; l'habitat tipico sono le vallecole umide, e le zone a faggete; la diffusione sul territorio italiano è discontinua ad un'altitudine compresa tra 500 e 2000 m s.l.m..
- 3B: le squame (o foglie) del fusto sono arrossate, mentre i fiori sono bianco-rosei;

Petasites paradoxus (Retz.) Baumg. - Farfaraccio niveo: le foglie radicali sono verdi sulla pagina superiore e tomentose di sotto; i bordi sono doppiamente dentati e la lamina fogliare ha una forma triangolare-astata. L'altezza delle piante varia da 30 a 50 cm; il ciclo biologico è perenne; la forma biologica è geofita rizomatosa (G rhiz); il tipo corologico è Orofita – Sud Europeo; l'habitat tipico sono i pendii franosi, zone ghiaiose e sponde dei torrenti montani; la diffusione sul territorio italiano è solo sulle Alpi ad un'altitudine compresa tra 600 e 2200 m s.l.m..
- 1B: le infiorescenze si presentano con pochi (3 - 10) capolini; il capolino è completo sia dei fiori centrali tubulosi che di quelli ligulati periferici;

Petasites pyreanicus (Loefl.) G.López - Farfaraccio vaniglione: le foglie radicali sono verdi su entrambe le facce; i bordi sono regolarmente dentati e raggiungono un diametro di 6 – 20 cm. L'altezza delle piante varia da 20 a 40 cm; il ciclo biologico è perenne; la forma biologica è geofita rizomatosa (G rhiz); il tipo corologico è Eurimediterraneo; l'habitat tipico sono le forre umide; la diffusione sul territorio italiano è relativamente completa ma è considerata specie rara e vegeta fino ad un'altitudine di 800 m s.l.m..

### Sinonimi
Sono elencati alcuni sinonimi per questa entità:
- Nardosmia Cass., 1825
- Petasitis  Mill., 1754

### Generi simili
Le specie del genere Adenostyles Cass. (A. alliariae (Gouan) A.Kern., A. alpina (L.) Bluff & Fingerh. e A. leucophylla (Willd.) Rchb.) possono essere confuse con le piante del genere Petasites in quanto le varie specie convivono negli stessi ambienti; questo però se si tratta di individui ridotti alle sole foglie. Si possono distinguere comunque in quanto la lamina delle Adenostyles è più triangolare e le nervature sono disposte in modo alterno (mentre quelle delle foglie del “farfaraccio” sono opposte e più simmetriche).

## Usi

### Farmacia
- Sostanze presenti: olii essenziali, glucoside, mucillagini, tannini, e sali minerali vari[3].
- Proprietà curative: nella medicina popolare queste piante vengono usate per le loro proprietà vulnerarie (guarisce le ferite), sedative (calma stati nervosi o dolorosi in eccesso), bechiche (azione calmante della tosse) ed emmenagoghe (regola il flusso mestruale)[21].
- Parti usate: rizomi, capolini e foglie. Le foglie hanno la proprietà di calmare la tosse, mentre invece appena raccolte vengono applicate sulle ulcere per ottenere una rapida cicatrizzazione.

### Cucina
In Giappone si consumano, facendoli arrostire al fuoco, i piccioli della Petasites japonicus; ma si usano anche come sottaceti o in salamoia. Gli eschimesi dell'Alaska usano invece Petasites frigidus come ortaggio. Anche alcune tribù delle zone montuose della California del nord si cibano dei piccioli (e delle foglie) del Petasites palmatus. Un altro impiego che viene fatto frequentemente con le piante di questo genere è come sostituto del sale da cucina (dalle ceneri dopo bruciatura). Viene comunque consigliato un uso edule moderato di queste piante in quanto contengono alcuni alcaloidi epatotossici (alcaloidi pirrolizidinici).